# Willem van Criekinge

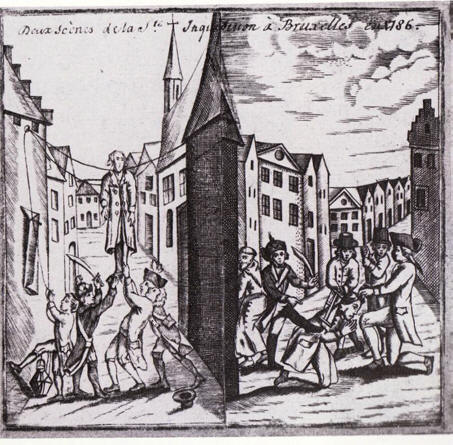
De mislukte ophanging en de onthoofding met een zaag (prent uit 1791).

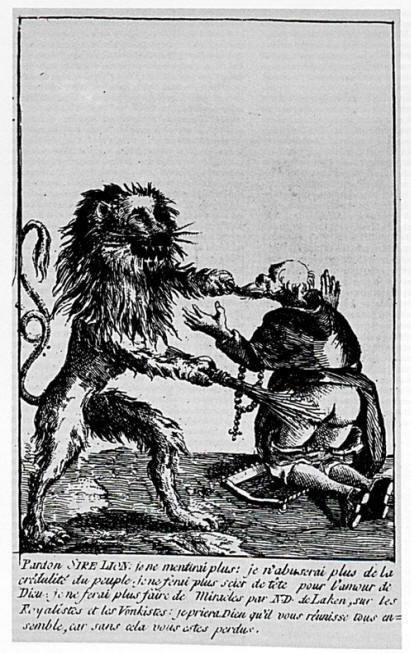
Spotprent die de clerus hekelt voor de verdeeldheid binnen het revolutionaire kamp. Een kapucijn wordt bij de baard getrokken en op het blote achterwerk geslagen. In de begeleidende tekst vraagt hij excuses en belooft hij om geen hoofden meer te laten afzagen (een verwijzing naar de affaire-Van Criekinge en de rol van pater Huyghe daarin). Uit de Almanach des trépassés (1791) van democraat Emmanuel-Joseph Dinne.

Willem van Criekinge of van Kriecken (Wezemaal, ? – Brussel, 6 oktober 1790) was een man die in de nasleep van de Brabantse Omwenteling gelyncht werd in Brussel. Zijn gruwelijke dood was een geval van religieus geweld dat nogal wat inkt deed vloeien.

## Feitenverloop
Van Criekinge was een jonge schrijnwerker bij de Brusselse stoffenfirma Walckiers. Op 6 oktober 1790 was hij ter hoogte van de Grasmarkt toen de Mariaprocessie van Laken naar de Sint Goedele voorbijtrok. Hij schreeuwde een belediging naar kapucijnenpater Josse Huyghe, waarna omstaanders zich gewelddadig tegen hem keerden. Vrezend voor zijn leven kon Van Criekinge ontkomen naar een textielwinkel op de Kiekenmarkt, maar de eigenaar Vandevelde liet hem niet blijven uit angst voor de woedende massa. Terug buiten kon hij niet zonder kleerscheuren door zijn belagers breken, maar op de Vismarkt werd hij opnieuw staande gehouden door groenteverkoopsters. Ernstig toegetakeld werd hij uiteindelijk naar de wachtpost van de Madelonetten gebracht, waar men hem opsloot. Na de processie werd de post belegerd en brak men zijn cel open. De meute voerde hem naar de nabijgelegen Grote Markt met de bedoeling hem op te hangen. Haastig werd nog een biechtvader uit het recolettenklooster gehaald, waarna men een touw rond zijn nek legde en hem omhoog trok aan de lantaarn boven het stadhuisportaal. Van Criekinges ophanging mislukte doordat er te veel volk aan zijn lichaam hing en het touw brak. Een zekere Jacquemyn probeerde hem met een sabel te onthoofden, maar hij sloeg enkel een deel van de kin af. Uiteindelijk werd een houtzaag gevonden waarmee Goens het hoofd van de romp zaagde. Het werd in triomf door de stad gedragen op een staak. Nog twee dagen later liepen mensen rond om onderdelen van het verminkte lijk te presenteren.
Schepen Joseph van der Noot, broer van congresleider Hendrik, was ter plaatse geroepen en had de buitengerechtelijke executie onberoerd laten doorgaan. Voor het congres verklaarde hij later dat Van Criekinge hoedanook de dood verdiende omdat vijf getuigen hem met een revolver op de kapucijn hadden zien schieten.

## Motieven en duiding
De redenen waarom Van Criekinge de kapucijn beledigde, kunnen zowel persoonlijk als politiek geweest zijn. Eigentijdse verslagen maakten gewag van amoureuze verwikkelingen: Van Criekinge wilde trouwen met een zekere Babet, maar die was op andere gedachten gebracht door pater Huyghe (Van Criekinges verwant of de oom en voogd van Babet, naargelang de versie). Tegelijk is gespeculeerd dat Van Criekinge sympathieën had voor de vonckisten en dus om ideologische redenen tegen de geestelijkheid was. De ware toedracht is niet meer met zekerheid te achterhalen, al hoeven beide motieven elkaar niet uit te sluiten.
Ongeacht de aanleiding, kan het religieuze geweld niet los worden gezien van het gespannen politieke klimaat in die tijd. In de nadagen van de Verenigde Nederlandse Staten heerste grote vijandigheid tussen de conservatieve statisten, die de macht over het congres hadden gegrepen, en de democratische vonckisten, hun voormalige bondgenoten in de Brabantse Omwenteling. Hun gemeenschappelijke vijand, het Oostenrijkse regime, had onder keizer Jozef II al geknaagd aan de machtspositie van de geestelijkheid. Radicale elementen binnen de clerus reageerden fel en schrokken er niet voor terug om de bevolkingsgroepen die zich met hen identificeerden, op te jutten. Nu conservatieve krachten het land beheersten, was er een klimaat dat de excessieve wraakactie tegen Van Criekinge toeliet en kan het ostentatieve paraderen met zijn lichaamsdelen worden gelezen als een signaal dat de godsdienstige greep op de maatschappij niet zonder verzet zou worden gelost.
De moord werd prominent gebruikt in de propaganda van de vonckisten. Ook in de 19e eeuw bleven liberalen regelmatig terugkomen op wat ze omschreven als een afschuwelijke episode. De katholieken schoven de verantwoordelijkheid af op fanatiek gespuis of minimaliseerden de zaak (de jezuïet Feller sprak van een 'onregelmatigheid').

## Voetnoten
1. ↑  Naargelang de bron was dit: Ziet daer den vet-lap, die myn Houwelyk tegenhoud of: Men siet die lapdraegers en luyssaecken alle kanten.
2. ↑  Louis Hymans, Bruxelles à travers les âges, vol. II, Brussel, 1884, blz. 174-175